# Kiwi Flash
Kiwi Flash je štiričlanska slovenska glasbena skupina, ki v sedanji zasedbi deluje od leta 2018. Izvajajo rock glasbo, v katero mešajo tudi druge glasbene zvrsti.

## Zgodovina
Rok in Aljaž sta že od mladosti nastopala skupaj in ustanovila več glasbenih skupin kratkega roka. Sčasoma se jima je pridružil Jure, po več menjavah članov se je zasedba ustalila pri današnji postavi. Svoj prvi singl, Dežela Nela, so izdali in premierno predstavili 9. maja 2019 na portalu YouTube. Nastopili so na številnih koncertih, bili med drugim predskupina Koala Voice in MRFY. nastopili so tudi na Trnovfestu, ljubljanskem Vičstocku, festivalu Gora Rocka 2019 in leta 2019 zmagali na tekmovanju mladih rock skupin; Špil ligi. Dežela Nela je julija 2019 postala popevka tedna na Valu 202.
8. februarja 2020 je sledil drugi singl, Gramofon. Izdaji naj bi sledila turneja po Sloveniji, ki pa je bila prekinjena zaradi izbruha COVID-19.

## Slog
Kiwi Flash se ne ustavljajo pri rocku, vanj radi inkorporirajo številne druge glasbene zvrsti, predvsem funk. Svoj stil označujejo kot spicy rock in ga primerjajo s sladko-kislim okusom kivija - odtod tudi ime skupine. Besedila pišejo tako v slovenskem kot angleškem jeziku.

## Zasedba
- Aljaž Pečak - kitara & vokal,
- Rok Mlinar - kitara & stranski vokal,
- Jure Vukina - bas kitara & stranski vokal,
- Ana Toličič - bobni.

## Diskografija
Albumi
- Kapsula (2023)

Singli
- Dežela Nela (2019)
- Gramofon (2020)
- Mafija (Skrivni posli) (2022)
- Care sam (2023)

## Videospoti
| Leto | Mesec   | Naslov                 | Režiser           | Album            |
| ---- | ------- | ---------------------- | ----------------- | ---------------- |
| 2019 | Maj     | Dežela Nela            | Jaka Kavčič       | nealbumski singl |
| 2020 | Februar | Gramofon               | Monika Janjilović | nealbumski singl |
| 2022 | Januar  | Mafija (Skrivni posli) | Kiwi Flash        | nealbumski singl |